# Coín (Gerichtsbezirk)
Der Gerichtsbezirk Coín ist einer der elf Gerichtsbezirke in der Provinz Málaga.
Der Bezirk umfasst 5 Gemeinden auf einer Fläche von 374,96 km² mit dem Hauptquartier in Coín.

## Gemeinden
| Gemeinde            | Einwohner (2024) | Fläche km² | Dichte Einw./km² | Cod INE | Postleitzahl |
| ------------------- | ---------------- | ---------- | ---------------- | ------- | ------------ |
| Alhaurín el Grande  | 27.647           | 73,10      | 378              | 29008   | 29120        |
| Coín                | 25.809           | 127,37     | 203              | 29042   | 29100        |
| Guaro               | 2.469            | 22,39      | 110              | 29058   | 29108        |
| Monda               | 2.981            | 57,66      | 52               | 29073   | 29110        |
| Tolox               | 2.374            | 94,44      | 25               | 29090   | 29109        |
| Gerichtsbezirk Coín | 61.280           | 374,96     | 163              | –       | –            |